# Stob Choire Claurigh
Stob Choire Claurigh är ett berg i Storbritannien.   Det ligger i kommunen Highland och riksdelen Skottland, i den nordvästra delen av landet, 700 km nordväst om huvudstaden London. Toppen på Stob Choire Claurigh är 1 177 meter över havet, eller 449 meter över den omgivande terrängen. Bredden vid basen är 7,7 km.
Terrängen runt Stob Choire Claurigh är huvudsakligen kuperad, men västerut är den bergig.Runt Stob Choire Claurigh är det mycket glesbefolkat, med 3 invånare per kvadratkilometer. Närmaste större samhälle är Fort William, 16,0 km väster om Stob Choire Claurigh. Trakten runt Stob Choire Claurigh består i huvudsak av gräsmarker.